# Sebastian Larsson
Alfe Inge Sebastian Larsson (Eskilstuna, 6 juni 1985) is een Zweeds voormalig voetballer die doorgaans als middenvelder speelde. Larsson debuteerde in 2008 in het Zweeds voetbalelftal. Hij maakte deel uit van de Zweedse selectie op zowel het EK 2008, het EK 2012 als het EK 2016.

## Carrière
Larsson stroomde in 2004 door vanuit de jeugd van Arsenal. Na een eerste jaar met drie wedstrijden in het toernooi om de League Cup, speelde hij in het seizoen 2005/06 ook zijn eerste wedstrijden in de Premier League. Een doorbraak bleef uit. Arsenal verhuurde hem daarom in augustus 2006 aan Birmingham City. Dat nam hem zes maanden later definitief over. Larsson groeide hier onder coach Steve Bruce uit tot basisspeler en bleef dat ook nadat Alex McLeish in november 2007 aantrad. Na een jaar met Birmingham in de Championship promoveerden de club en hij in 2007 naar de Premier League. Hierin konden ze zich niet behouden. Na een nieuwe promotie in 2009 lukte dit in het daaropvolgende seizoen wel.
Birmingham City degradeerde na afloop van het seizoen 2010/11 weer naar de Championship, maar deze keer ging Larsson niet mee. Hij tekende in plaats daarvan in juli 2011 bij Sunderland. Hiervoor speelde hij in de volgende zes seizoenen 176 wedstrijden in de Premier League.

## Interlandcarrière
Larsson debuteerde op 6 februari 2008 in het Zweeds voetbalelftal. Bondscoach Lars Lagerbäck gaf hem die dag een basisplaats in een oefeninterland in en tegen Turkije (0–0). Hoewel hij geen minuut had meegedaan in de kwalificatiereeks, nam Lagerbäck hem later dat jaar ook mee naar het EK 2008. Hierop mocht hij één keer invallen, in een groepswedstrijd tegen Spanje.
Larsson werd meteen na zijn interlanddebuut een vast onderdeel van de Zweedse selectie. Hij bleef dit ook toen Erik Hamrén Lagerbäck in 2009 opvolgde als bondscoach. Hij maakte op 29 maart 2011 zijn eerste interlanddoelpunt. Die dag zette hij Zweden op 2–0 in een met 2–1 gewonnen kwalificatiewedstrijd voor het EK 2012 thuis tegen Moldavië. Larsson scoorde in diezelfde kwalificatiereeks ook tegen Finland en Nederland. Na het mislopen van het WK 2010 plaatsten de Zweden en hij zich wel voor het EK 2012. Hierop stond hij in alle drie de wedstrijden van de Zweden in de basis. Hij scoorde tegen Frankrijk.
Larsson was op 15 oktober 2013 voor het eerst aanvoerder van Zweden. Zijn ploeggenoten en hij verloren met 3–5 in een kwalificatiewedstrijd voor het WK 2014 thuis tegen Duitsland. De Zweden legden het in de play-offs die volgden op deze reeks af tegen Portugal en misten daardoor voor de tweede keer op rij een WK.
Larsson was tijdens het EK 2016 voor de derde keer actief op een Europees kampioenschap. Net als tijdens de twee voorgaande edities was dit voor de Zweden afgelopen na de poulefase. Larson was opnieuw basisspeler in alle drie de wedstrijden die zijn ploeg meedeed. Zweden en hij plaatsten zich in 2017 voor het WK 2018. Deze keer lukte het ze wel om de play-offs te winnen, van Italië. Larsson speelde op 9 juni 2018 in de laatste oefenwedstrijd voor het toernooi begon zijn honderdste interland, thuis tegen Peru.
Larsson bereikte met Zweden de kwartfinale van het WK. Bondscoach Janne Andersson zette hem in vier van de vijf wedstrijden in de basis. Hij miste alleen de achtste finale vanwege een schorsing. Larsson speelde in negen van de tien kwalificatiewedstrijden waarin Zweden zich plaatste voor het EK 2020.

## Erelijst
| Competitie      |                 |                 |                 |                 |
| Competitie      | Aantal          | Jaren           |                 |                 |
| Birmingham City | Birmingham City | Birmingham City | Birmingham City | Birmingham City |
| --------------- | --------------- | --------------- | --------------- | --------------- |
| League Cup      | 1x              | 2010/11         |                 |                 |
| AIK             |                 |                 |                 |                 |
| Allsvenskan     | 1x              | 2018            |                 |                 |